# Бърнард Харис
Бърнард Антъни Харис, джуниър (на английски: Bernard Anthony Harris, Jr.) е американски лекар и астронавт на НАСА, участник в два космически полета. Харис е първият афроамериканец осъществил космическа разходка.

## Образование
Бърнард Харис завършва елитния колеж Sam Houston High School в Сан Антонио, Тексас през 1974 г. Става бакалавър по биология в университета на Хюстън (на английски: University of Houston) през 1978 г. През 1982 г. завършва медицина в Тексаския висш медицински институт. През 1985 г. взима специалност вътрешни болести в прочутата клиника Мейо (на английски: Mayo Clinic). През 1987 г. взима втора специалност спешна медицина от медицинския център на НАСА Еймис. През 1988 г. специализира авиомедицина. През 1996 г. получава магистърска степен по биомеханика от Тексаския висш медицински институт.

## Служба в НАСА
На 17 януари 1990 г., Бърнард Антъни Харис е избран за астронавт от НАСА, Астронавтска група №13. През юли 1991 г. завършва успешно курса за подготовка. Участник е в два космически полета. Той е първият афроамериканец осъществил космическа разходка с продължителност 4 часа и 39 минути (по време на втори си космически полет). Също така е и първия лекар поставил венозна инжекция в космоса.

### Космически полети
| Космически полети на Бърнард Антъни Харис, джуниър               | Космически полети на Бърнард Антъни Харис, джуниър | Космически полети на Бърнард Антъни Харис, джуниър | Космически полети на Бърнард Антъни Харис, джуниър | Космически полети на Бърнард Антъни Харис, джуниър | Космически полети на Бърнард Антъни Харис, джуниър | Космически полети на Бърнард Антъни Харис, джуниър |
| №                                                                | Дата                                               | КК                                                 | Емблема на мисията                                 | Функции                                            | Продължителност                                    |                                                    |
| ---------------------------------------------------------------- | -------------------------------------------------- | -------------------------------------------------- | -------------------------------------------------- | -------------------------------------------------- | -------------------------------------------------- | -------------------------------------------------- |
| 1                                                                | 26 април 1993                                      | „Колумбия“, мисия STS-55                           |                                                    | Специалист на мисията                              | 9 денонощия 23 часа 39 мин. 59 сек.                |                                                    |
| 2                                                                | 3 февруари 1995                                    | „Дискавъри“, мисия STS-63                          |                                                    | Специалист на мисията                              | 8 денонощия 06 часа 28 мин. 15 сек.                |                                                    |
| Сумарно време в космоса – 18 денонощия 06 часа 08 минути 14 сек. |                                                    |                                                    |                                                    |                                                    |                                                    |                                                    |

## След НАСА
Харис напуска НАСА през април 1996 г. и започва работа в частния сектор. През 1998 г. основава собствена фондация в Хюстън. От 2009 г. е вицепрезидент на Американската асоциация по телемедицина.